# Heinz Hechenberger
Heinz Hechenberger (* 9. Februar 1963 in Radstadt) ist ein ehemaliger österreichischer Radrennfahrer.
1990 wurde Heinz Hechenberger Österreichischer Staatsmeister im Straßenrennen. Im selben Jahr belegte er bei der 7. Etappe der Österreich-Rundfahrt den dritten Platz und gewann eine Etappe der
Algerien-Rundfahrt.
Heute betreibt Hechenberger eine Agentur für Radreisen.